# Pokośno
Pokośno – wieś w Polsce położona w województwie podlaskim, w powiecie sokólskim, w gminie Suchowola.
Wieś królewska ekonomii grodzieńskiej położona była w końcu XVIII wieku  w powiecie grodzieńskim województwa trockiego. W latach 1975–1998 miejscowość administracyjnie należała do województwa białostockiego. W Pokośnie urodził się Tadeusz Komendant – polski krytyk literacki, tłumacz, eseista, pisarz, doktor nauk humanistycznych, wykładowca na Wydziale Polonistyki Uniwersytetu Warszawskiego.
Wierni kościoła rzymskokatolickiego należą do parafii św. Apostołów Piotra i Pawła w Suchowoli.